# Minador do Negrão
Minador do Negrão este un oraș în unitatea federativă Alagoas (AL) din Brazilia.